# Vendresse-Beaulne
 Vendresse-Beaulne  là một xã ở tỉnh Aisne, vùng Hauts-de-France thuộc miền bắc nước Pháp.